# Ziekentrooster

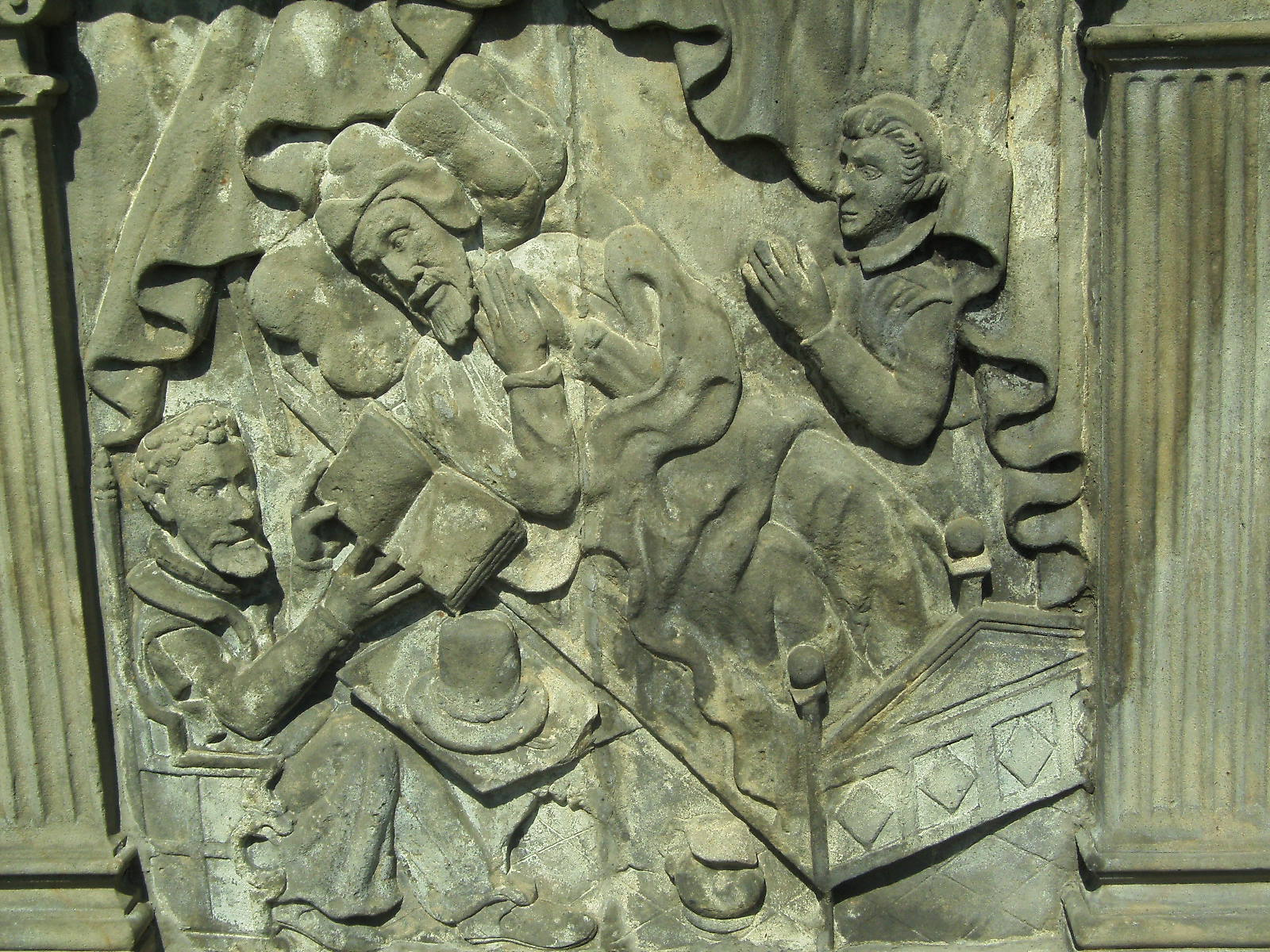
Ziekentrooster in het Geertruiden gasthuis te Deventer

Ziekentrooster of krankenbezoeker was een functie die van de zestiende eeuw tot begin twintigste eeuw in verschillende protestantse kerken bestond, met name in de Republiek der Zeven Verenigde Nederlanden. De voornaamste taak van de ziekentrooster was het bezoeken van ernstig zieken om hen te bemoedigen en indien nodig te vermanen. De ziekentrooster bekleedde in principe geen kerkelijk ambt, maar was een leek en hij had niet de bevoegdheid om de sacramenten te bedienen.

## Geschiedenis
De functie van ziekentrooster ontstond in aanvulling op het pastorale werk van de predikanten. Kort na 1550 waren er nog maar weinig protestantse predikanten en zij waren vooral in de grotere steden niet in staat om ten tijde van epidemieën alle ernstig zieken te bezoeken. Men wilde echter niet de mensen zonder geestelijke bijstand laten sterven. Daarom werden speciale functionarissen aangesteld. Aanvankelijk gebeurde dit nog door de kerk zelf, maar toen de gereformeerden de publieke kerk werden, was het het stadsbestuur dat de ziekentroosters betaalde en hen ook aanstelde. Zij werden echter wel vooraf geëxamineerd door de kerkenraad. De lutheranen in Amsterdam stelden in de loop van de zeventiende eeuw krankenbezoekers aan die in dienst van de eigen kerk waren.
De ziekentroosters dienden niet alleen de gereformeerde zieken te bezoeken, maar alle zieken die daar om vroegen. Ook het bezoeken van gevangenen behoorde tot hun taken, evenals de geestelijke verzorging van terdoodveroordeelden. Het bezoek van een ziekentrooster bestond vooral uit uitleg van de christelijke leer en het doen van een gebed. De nadruk op het onderwijzende karakter van hun functie zorgde ervoor dat het werk van ziekentrooster vaak gecombineerd werd met het beroep van catechiseermeester en in de 19e eeuw van godsdienstonderwijzer.
In gasthuizen waren soms speciale ziekentroosters in dienst, die daar ook kerkdiensten hielden. Zij mochten daarin echter alleen preken van anderen lezen en geen zelfbedachte toespraken houden. Ook het bedienen van de sacramenten en het opleggen van de zegen aan de bezoekers van de dienst was hen niet toegestaan. Dit mochten alleen predikanten doen.
Een bijzondere status hadden de ziekentroosters die in dienst waren van de beide handelscompagnieën, de Vereenigde Oostindische Compagnie en de West-Indische Compagnie. Zij werkten meestal in een omgeving waar geen predikanten waren, zoals aan boord van een schip of in een kleine handelspost. Enkelen van hen kregen daarom in de begintijd zelfs de bevoegdheid om de sacramenten te bedienen. De ziekentroosters behoorden iedere dag zowel 's ochtends als 's avonds met al het personeel te bidden. Zij dienden op zondag kerkdiensten te houden en uit speciaal voor dat doel meegenomen prekenbundels een preek te lezen. Zowel met woorden als met voorbeeldig gedrag moesten zij de zeelui in het rechte gereformeerde spoor zien te houden.
Door de scheiding van kerk en staat konden de gereformeerde ziekentroosters vanaf 1796 formeel niet meer in dienst van de overheid zijn. Zij moesten daarna door de kerk zelf worden betaald. Hun aantal liep dan ook flink terug in het begin van de negentiende eeuw. Bovendien namen predikanten steeds meer hun werk over omdat die zich gingen zien als "volksopvoeders" en daarom meer dan voorheen aandacht gaven aan de armere gemeenteleden. Rond 1900 was de ziekentrooster dan ook vrijwel geheel verdwenen. De functie van pastoraal werker kan beschouwd worden als een hedendaagse invulling van het beroep van ziekentrooster.

## Reputatie
De ziekentrooster werd ten tijde van de Verlichting door de predikanten neergezet als een eigenwijze, bekrompen persoon die voor dominee speelde. Door dit cliché op te roepen slaagden zij er in om een mogelijke concurrent op kerkelijk terrein uit te schakelen. Met name onder de armere gemeenteleden, die niet door de predikanten bezocht werden, had de ziekentrooster namelijk veel gezag. Enkelen van hen hielden conventikels en gaven met succes stichtelijke boekjes uit. De meerderheid van de ziekentroosters had echter opvattingen die niet wezenlijk afweken van de theologische hoofdstroming van hun tijd.